# Dov Feigin
Dov Feigin (Loehansk, 1907 – Jeruzalem, 2000) was een Israëlische beeldhouwer.

## Leven en werk
Feigin werd in 1907 in Oekraïne geboren. Zijn vader was een Joodse kleermaker in Loehansk. Feigin bezocht daar de openbare school, evenals de Talmoedschool. In 1920 verhuisde de familie Feigin naar Gomel, waar hij zich aansloot bij de Hashomer Hatzair, een Zionistische beweging. Hij werd in 1924 gearresteerd en kreeg een gevangenisstraf van 3 jaar.
In 1927 emigreerde hij na zijn vrijlating naar het Britse maandaatgebied Palestina, waar hij een van de pioniers werd van de “Afikim” Kibboets.
In 1933 ging Feigin naar Parijs, waar hij werd geaccepteerd op de École Nationale Supérieure des Arts Décoratifs. Hij ving een studie beeldhouwen aan. Zijn werken uit die periode waren meest traditioneel, uitgevoerd in steen. In 1937 keerde Feigin terug naar Tel-Aviv. In 1948 sloot hij zich aan bij een kunstenaarsgroepering die zich de “Ofakim Hadasim” (“New Horizons”) noemde, datzelfde jaar gesticht door Yosef Zarizky. Deze groep was duidelijk zwaar geïnspireerd door de nieuwe Europese kunstbewegingen.
Vanaf 1956 werd het werk van Feigin onder invloed van New Horizons getransformeerd in duidelijk abstracte kunst en hij begon metaal (ijzer) te gebruiken bij de constructie van zijn beelden. Werken zoals Bird, Alomot en Ladderes vertegenwoordigen duidelijk een rechtlijnige abstracte structuur.
Zoals veel kunstenaars van “New Horizons” (zoals Itzhak Danziger) werd zijn werk ook beïnvloed door de Kanaänitische beweging. In 1948 en in 1962 nam hij deel aan de Biënnale van Venetië en in 1966 ontwierp hij een reliëf in het interieur van de Yad Kennedy, een memorial voor John F. Kennedy in Jeruzalem.
Een van zijn beroemdste beelden Animal (1958, gerestaureerd in 2006) bevindt zich thans permanent in het beeldenpark van het The Lola Beer Ebner Sculpture Garden in Tel Aviv, Israël. Feigin kreeg in 1946 met Itzhak Danziger de Dizengoff Prize van de stad Tel Aviv in de afdeling beeldhouwkunst.

## Fotogalerij

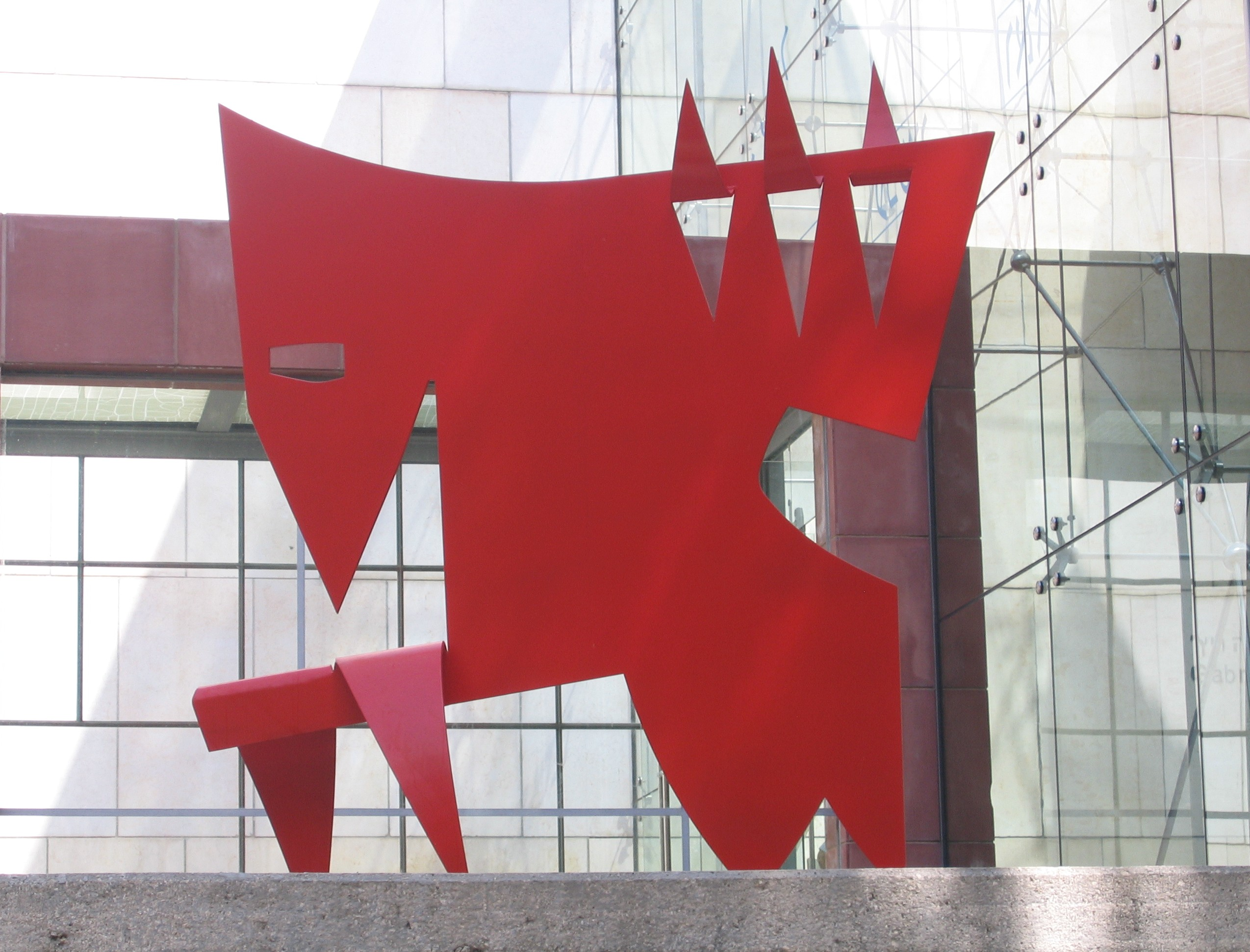
Animal (1958/2006), Tel Aviv Museum of Art
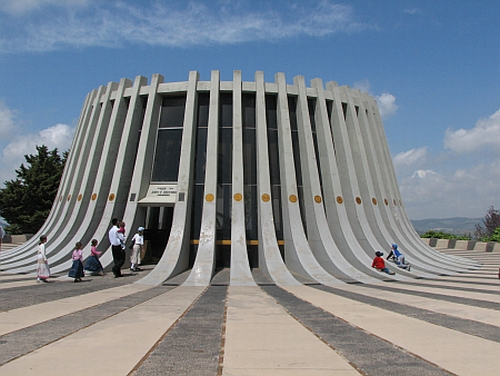
Yad Kennedy Memorial, Jeruzalem
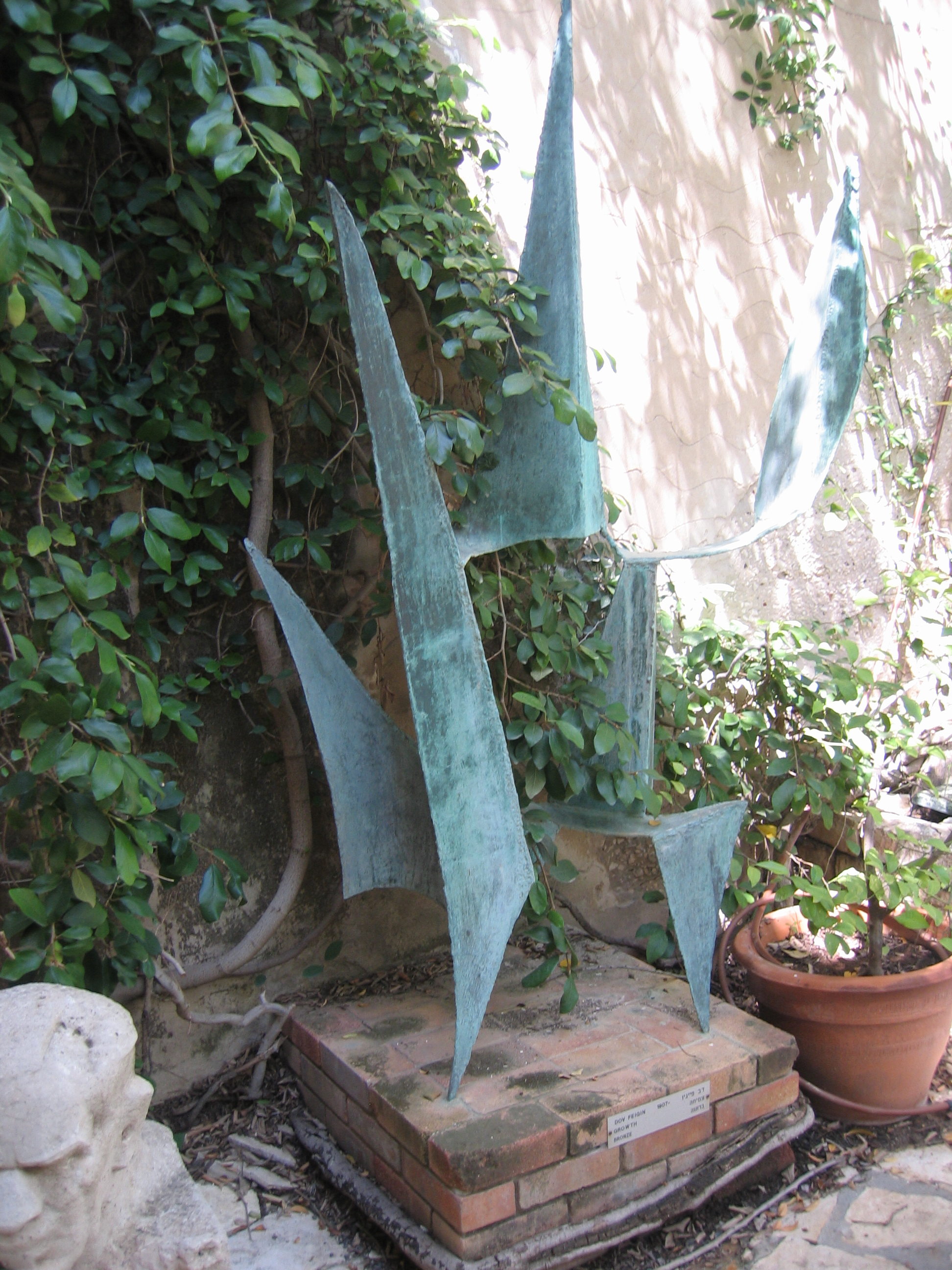
Feigin, Ein Harod
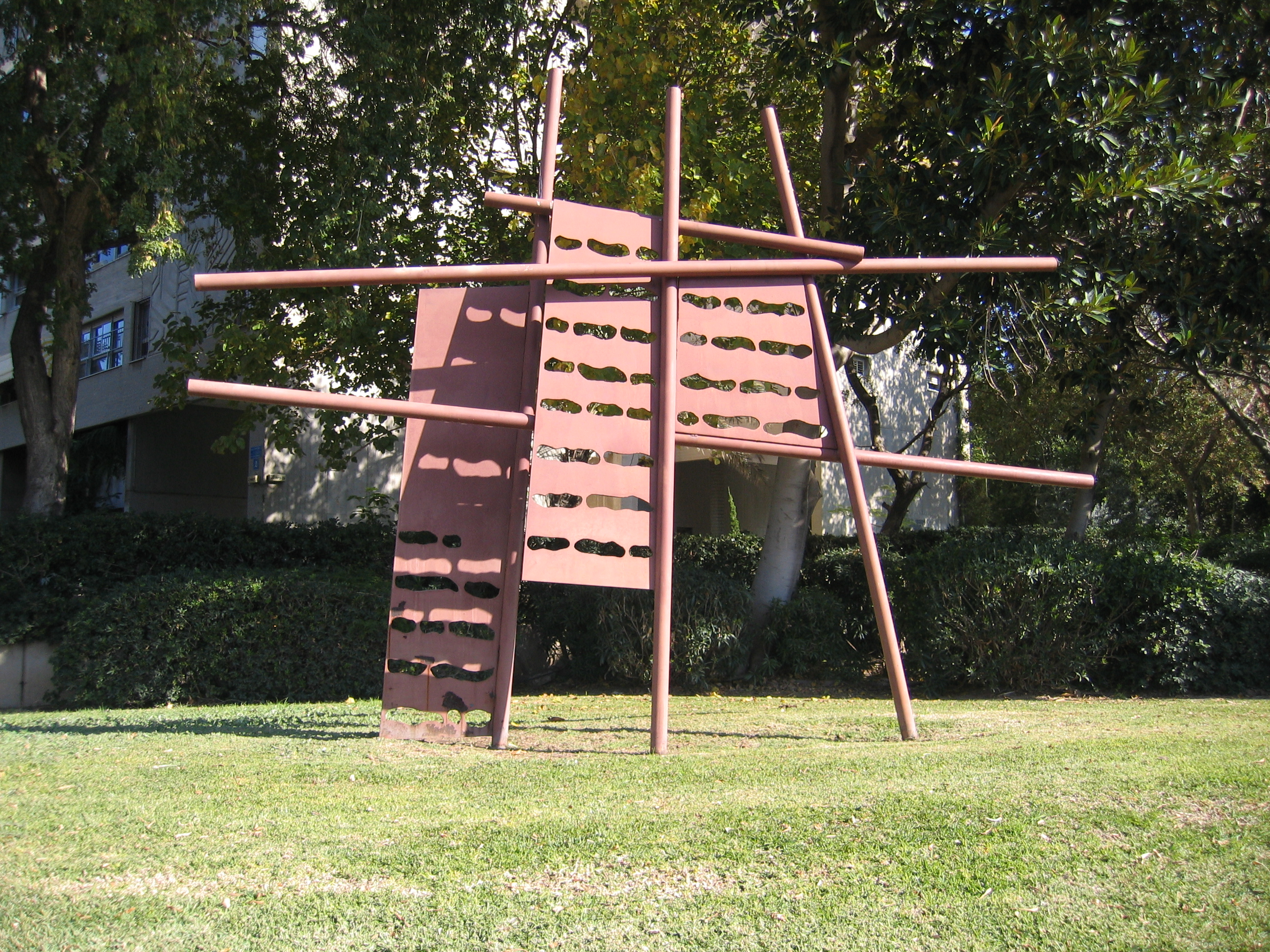
Tabernacle in the Field, Tel Aviv